# 特罗法伊阿赫附近哈夫宁
特罗法伊阿赫附近哈夫宁是奥地利施蒂利亚州莱奥本县的一个市镇。总面积76.34平方公里，总人口1673人，人口密度21.9人/平方公里（2005年）。